# Мљековод у Нехорићима
Мљековод у Нехорићима био је дрвени цјевовод којим се транспортовало млијеко са Јахорине до Мердевин поља у општини Пале.
Мљековод у Нехорићима је сигурно постојао и у 19. вијеку, а можда и раније, изграђен од дрвених цијеви (чункова) на потезу од Привратка (дио подручја Јахорине) до Мердевин Поља, у засеоку Братељевићи, данас село Нехорићи (Неорићи) у општини Пале. Траса овог јединственог начина транспорта млијека ишла је западно од Коријена и Мркодола, преко Сљеменске косе, низ Дубоки поток до Мердевин поља. Претпоставља се да је мљековод укупно био дуг око 3 km, са висинском разликом од 800 метара. Планинке су у катунима сипале млијеке и оно је слободним падом отицало наниже. На сабирном мјесту сељани су прерађивали млијеко у сир и кајмак. Мљековод је кориштен и у двадесетом вијеку, све док се није напустило номадско сточарење. Овај мљековод у Горњој Прачи је јединствен објекат у бившој Југославији, истражен је 1959. године. За сада је познат још само један мљековод оваквог типа, војводе Љутице Богдана из 14. вијека на простору општине Калиновик.